# La fiera delle illusioni - Nightmare Alley
La fiera delle illusioni - Nightmare Alley (Nightmare Alley) è un film del 2021 diretto da Guillermo del Toro.
La pellicola, con un cast corale che vede la presenza di Bradley Cooper, Cate Blanchett, Toni Collette, Willem Dafoe, Richard Jenkins, Rooney Mara, Ron Perlman e David Strathairn, è l'adattamento cinematografico del romanzo del 1946 Nightmare Alley scritto da William Lindsay Gresham, già portato sul grande schermo col film del 1947.

## Trama
Nel 1939 Stanton "Stan" Carlisle brucia la sua casa del Midwest, dopo aver messo un corpo in un buco nel pavimento, e accetta un lavoro come giostraio presso un luna park itinerante gestito da Clem Hoately. Quando l'uomo-bestia, una delle attrazioni principali, viene ridotto in fin di vita in seguito ai maltrattamenti a cui è sottoposto, Clem si fa aiutare da Stan a sbarazzarsi dell'uomo, spiegandogli poi che per sostituirlo cerca alcolisti o persone in condizioni disperate, promettendo loro un lavoro "temporaneo" e poi rendendoli succubi dando loro da bere una miscela di alcol e oppio che li fa sprofondare in un abisso di dipendenza e follia, diventando degli animali senza dignità da esibire al pubblico.
Clem mostra poi a Stan dove tiene il liquore prodotto clandestinamente con cui controlla gli altri giostrai, ammonendolo di non confonderlo con le bottiglie di metanolo, tossico, conservate in una cassa adiacente. Stan inizia a lavorare con la chiaroveggente Madame Zeena e il suo marito alcolizzato, Pete. I due hanno messo a punto un complesso sistema di linguaggio codificato per far credere al pubblico che lei possieda straordinari poteri mentali. Pete inizia a insegnare il metodo a Stan, ma sia lui che la moglie lo avvisano che non deve usare questo sistema per ingannare le persone e, se queste chiedono di persone care defunte, di rivelare loro che si tratta solo di trucchi da illusionisti.
Nel frattempo Stan, che si dimostra abile nel gioco mentalistico, è attratto dalla collega Molly e le propone di lasciare il luna park per vivere con lui e mettere in piedi uno spettacolo per conto loro. Una sera, Pete chiede a Stan di procurargli da bere di nascosto dalla moglie Zeena; Stan, forse accidentalmente, dà a Pete una bottiglia di metanolo, che si rivela letale per il vecchio illusionista. Stan ricorre ai trucchi mentalistici per scongiurare un intervento dello sceriffo locale, deciso a far chiudere il luna park di Clem; dopo questo episodio Molly accetta la proposta di Stan e parte con lui in cerca di una nuova vita. Madame Zeena regala a Stan, come ricordo del marito, il libro di appunti che contiene la descrizione dettagliata del loro metodo illusionistico.
Due anni dopo Stan ha messo a frutto il metodo di Pete e Zeena e ha raggiunto il successo, esibendosi a Buffalo per la ricca élite urbana cittadina. Una sera una spettatrice, la psicologa Lilith Ritter, tenta di smascherare i trucchi della coppia, ma Stan, facendo ricorso alle sue abilità, riesce a ribaltare la situazione, umiliando pubblicamente la donna. Poco dopo Stan viene contattato dal ricco giudice Kimball, che aveva assunto la dottoressa Ritter per verificare se Stan fosse o meno un imbroglione; convintosi che Stan possieda davvero poteri psichici superiori, gli chiede di mettere lui e la moglie in comunicazione con lo spirito del loro unico figlio, morto durante la prima guerra mondiale, dietro un lauto compenso. Nonostante le obiezioni di Molly e un ulteriore avvertimento di non farlo da parte di Madame Zeena, venuta a Buffalo a trovare Molly, Stan accetta.
La dottoressa Ritter invita Stan nel suo studio; pur sapendo che è un truffatore, è incuriosita dalla sua abilità manipolativa. Grazie alle registrazioni delle sedute di analisi con i suoi clienti, ha accumulato molte informazioni riservate su vari membri dell'élite di Buffalo. Scoprendo di essere spiriti affini, lei e Stan iniziano una relazione e collaborano per continuare a ingannare Kimball, sfruttando i segreti personali che la donna passa di nascosto a Stan. La dottoressa sottopone anche Stan a sessioni di terapia, portando alla luce i suoi sensi di colpa per la morte di Pete e il suo odio per il padre alcolizzato, motivo per cui è diventato astemio, ammettendo anche di averne bruciato il corpo insieme alla casa natale.
Kimball, ormai convinto che Stan sia davvero un medium, lo presenta a Ezra Grindle, altro ricco e potente personaggio dell'alta società, divorato dai sensi di colpa per aver provocato la morte della sua amante Dory dopo averla costretta a un aborto forzato. La dottoressa Ritter mette in guardia Stan: Grindle è un uomo violento e instabile e può diventare molto pericoloso; lei stessa è stata aggredita da lui in passato, e ne porta i segni sul corpo. Stan però, vedendo che Grindle è disposto a pagare senza limiti, decide di portare avanti la sua truffa, contando anche sulle informazioni riservate che gli passa Ritter apparentemente mossa da spirito di vendetta contro Grindle, e comincia anche a bere alcolici.
Molly intanto si sente sempre più trascurata e stanca della vita con Stan, e dopo essersi accorta della relazione tra lui e la Ritter, decide di lasciarlo. Lui la prega di restare, ma lei rifiuta, accettando con molta riluttanza di aiutarlo un'ultima volta: il piano di Stan è che Molly, sfruttando anche una vaga somiglianza fisica, finga di essere il fantasma della defunta Dory, che dovrà apparire a Grindle da lontano. Tutto sembra procedere come previsto ma, quando Molly si presenta, Stan non riesce a tenere sotto controllo Grindle, che corre ad abbracciare Molly, accorgendosi così dell'inganno.
Nel frattempo la guardia del corpo di Grindle, Anderson, che aveva già minacciato Stan di pesanti conseguenze se si fosse rivelato un impostore, apprende dalla radio che il giudice Kimball e sua moglie sono stati trovati morti in un omicidio-suicidio causato dalla donna, impazzita a causa delle bugie di Stan sulle promesse di ricongiungimento pronunciate dallo spirito del figlio defunto. Anderson corre da Grindle per avvertirlo, ma quest'ultimo, furioso per essere stato imbrogliato, schiaffeggia Molly; Stan reagisce picchiandolo a morte. Anderson insegue i due, ma Stan, salito in automobile, lo travolge, uccidendolo. Molly, disgustata dalla vicenda e ormai disillusa e disamorata, lascia Stan per sempre.
Nel tentativo di salvare il salvabile, Stan cerca l'aiuto della dottoressa Ritter, ma scopre che la donna lo ha a sua volta ingannato per tutto il tempo, sottraendogli i soldi accumulati ingannando Kimball e Grindle e che questo era il suo modo per vendicarsi per l'umiliazione subita durante il loro primo incontro. La donna rivela a Stan di aver conservato le registrazioni delle sue sedute di analisi per poterle utilizzare contro di lui facendolo sembrare mentalmente disturbato, qualora quest’ultimo dovesse cercare di accusarla di esser stata sua complice. Inoltre, durante la discussione, gli spara ferendolo all'orecchio. Stan cerca di strangolare la donna, ma nel frattempo, arriva la vigilanza ed è costretto a fuggire.
Ricercato, ferito e senza un posto dove andare, Stan si nasconde in un treno e vaga per un tempo indefinito, diventando a tutti gli effetti un vagabondo alcolizzato. Toccato il fondo della disperazione, viene a sapere casualmente che in zona c'è il vecchio luna park di Clem e cerca di trovare lavoro lì. Scopre però che Clem si è ritirato, vendendo a un nuovo proprietario, al quale Stan si propone come mentalista, vedendo la sua proposta respinta. L'uomo gli offre però da bere e un lavoro "temporaneo", come uomo-bestia. Stan, ormai abbandonato ogni strascico di dignità e conscio di quanto lo aspetta, accetta l'offerta, ridendo e singhiozzando.

## Curiosità
Nel film il protagonista mette spesso in atto il trucco dell'arcobaleno nero (Black rainbow), una tecnica sofisticata impiegata dai mentalisti per creare l'illusione di una lettura della personalità estremamente accurata, senza possedere alcuna informazione preliminare sull'individuo. 
Il mentalista fornisce affermazioni apparentemente contraddittorie sulla persona ("Sei riservato, ma allo stesso tempo ti piace l'approvazione sociale"), le quali sono così ampie da potersi applicare quasi a chiunque. Quasi tutti infatti presentano tratti sia introversi che estroversi.
Tale tecnica sfrutta perciò la naturale tendenza umana a riconoscersi in descrizioni generiche, creando l'illusione di una lettura della personalità personalizzata e profonda. È affascinante in quanto ricorda quanto sia potente l'effetto della suggestione e quanto poco oggettiva possa essere la nostra percezione di noi stessi.

## Promozione
Il primo trailer del film è stato diffuso il 17 settembre 2021.

## Distribuzione
Il film, presentato in anteprima a New York il 2 dicembre 2021, è stato distribuito nelle sale cinematografiche statunitensi a partire dal 17 dicembre 2021, mentre in quelle italiane dal 27 gennaio 2022.

### Divieti
Negli Stati Uniti il film ha ottenuto il divieto per i minori di 17 anni non accompagnati da adulti per la presenza di "scene sanguinolente e violente, contenuti sessuali, scene di nudo e linguaggio volgare".

### Edizione italiana
Il doppiaggio italiano e la sonorizzazione della pellicola sono stati eseguiti dalla Pumais Due, mentre la direzione del doppiaggio e i dialoghi sono a cura di Fiamma Izzo, con la supervisione di Lavinia Fenu.

## Accoglienza

### Critica
Dopo l'anteprima di New York, la critica ha elogiato il film; Ramin Setoodeh e Clayton Davis, rispettivamente direttore e redattore di Variety, hanno elogiato la performance del protagonista Bradley Cooper, la regia e le scenografie del film; anche Erik Davis di Fandango loda le prove di Cooper e Cate Blanchett, elogiata anche da Kevin Polowy di Yahoo Entertainment.

## Riconoscimenti
- 2022 – Premio Oscar[6]
  - Candidatura per il miglior film
  - Candidatura per la migliore fotografia a Dan Laustsen
  - Candidatura per i migliori costumi a Luis Sequeira
  - Candidatura per la migliore scenografia a Tamara Deverell e Shane Vieau
- 2021 – American Film Institute[7]
  - Migliori dieci film dell'anno
- 2021 – Dallas-Fort Worth Film Critics Association[8]
  - Settimo miglior film dell'anno
- 2021 – National Board of Review[9]
  - Migliori dieci film dell'anno
- 2022 – British Academy Film Awards[10]
  - Candidatura per la migliore fotografia a Dan Laustsen
  - Candidatura per la migliore scenografia a Tamara Deverell e Shane Vieau
  - Candidatura per i migliori costumi a Luis Sequeira
- 2022 – Critics' Choice Award[11]
  - Candidatura per il miglior film
  - Candidatura per il miglior regista a Guillermo del Toro
  - Candidatura per la miglior fotografia a Dan Laustsen
  - Candidatura per i migliori costumi a Luis Sequeira
  - Candidatura per il miglior trucco e acconciature
  - Candidatura per la miglior scenografia
  - Candidatura per i migliori effetti visivi
  - Candidatura per la miglior colonna sonora a Nathan Johnson
- 2022 – Golden Reel Awards[12]
  - Candidatura per il miglior montaggio sonoro in un film per i dialoghi
  - Candidatura per il miglior montaggio sonoro in un film per gli effetti
  - Candidatura per il miglior montaggio sonoro in un film per la musica
- 2022 – Saturn Award[13]
  - Miglior film thriller
  - Migliore sceneggiatura a Guillermo del Toro e Kim Morgan
  - Miglior scenografia a Tamara Deverell
  - Candidatura per la miglior attrice a Cate Blanchett
  - Candidatura per il miglior attore non protagonista a Richard Jenkins
  - Candidatura per la miglior regia a Guillermo del Toro
  - Candidatura per la miglior colonna sonora a Nathan Johnson
  - Candidatura per il miglior montaggio a Cam McLauchin
  - Candidatura per i migliori costumi a Luis Sequeira
  - Candidatura per il miglior trucco a Jo-Ann MacNeil, Mike Hill, Megan Many
- 2022 – Screen Actors Guild Award[14]
  - Candidatura per la migliore attrice non protagonista cinematografica a Cate Blanchett
  - Candidatura per il miglior cast cinematografico
- 2022 – Writers Guild of America Award[15]
  - Candidatura per la miglior sceneggiatura non originale a Guillermo del Toro e Kim Morgan, basata sul romanzo di William Lindsay Gresham

## Versioni alternative
In alcune sale cinematografiche di Los Angeles è stata distribuita per pochi giorni, a partire dal 14 gennaio 2022, la versione in bianco e nero del film, intitolata Nightmare Alley: Vision in Darkness and Light.